# Дюбвад-Олсен, Ола
Ола Дюбвад-Олсен (норв. Ola Dybwad-Olsen; род. 4 августа 1946, Осло) — норвежский футболист, выступавший на позиции нападающего. Завершил карьеру в 1982 году. За свою четырнадцатилетнюю карьеру в «Люне» он стал считаться одним из величайших игроков в истории клуба. Ему принадлежит несколько клубных рекордов.

## Карьера

### Клубная карьера
Дюбвад-Олсен дебютировал за «Люн» в 1964 году и был игроком клуба, завоевавшим чемпионства в 1960-х годах. В 1967 году он стал обладателем Кубка Норвегии в составе «Люна», забив один из голов в финале (победа над «Русенборгом» со счётом 4:1). В самом успешном для клуба сезоне, 1968 году, он установил до сих пор непобедимый клубный рекорд, забив 25 голов в 18 матчах чемпионата, а также выиграл с «Люном» «Золотой дубль», забив во втором подряд кубковом финале (3:0 в матче с «Мьёндаленом»).
Ола Дюбвад-Олсен провёл 420 матчей за «Люн» с 1964 по 1978 год. Из них 142 матча в первом дивизионе, в которых он забил 69 голов. В общей сложности в 219 матчах чемпионата (142 матча в первом дивизионе и 77 матчей во втором дивизионе) он забил 119 голов.
В 1979 году он перешёл из «Люна» в «Стабек», где играл в течение трёх лет до завершения карьеры в 1982 году в возрасте 36 лет.

### Карьера за сборную
Ола Дюбвад-Олсен сыграл 24 матча за свою национальную сборную с 1968 по 1972 год, забив 11 голов. Его дебют состоялся 9 июля 1968 года в матче против сборной Польши. Он также выступал за сборную до 21 года (5 матчей) и за сборную до 19 лет (2 матча).

## Личная жизнь
Его сын, Ола Дюбвад-Олсен-младший, — профессиональный футболист, также выступавший за «Люн».

## Статистика

### Матчи Дюбвада-Олсена за сборную Норвегии
| Матчи Дюбвада-Олсена за сборную Норвегии | Матчи Дюбвада-Олсена за сборную Норвегии | Матчи Дюбвада-Олсена за сборную Норвегии | Матчи Дюбвада-Олсена за сборную Норвегии | Матчи Дюбвада-Олсена за сборную Норвегии | Матчи Дюбвада-Олсена за сборную Норвегии |
| ---------------------------------------- | ---------------------------------------- | ---------------------------------------- | ---------------------------------------- | ---------------------------------------- | ---------------------------------------- |
| №                                        | Дата                                     | Соперник                                 | Счёт                                     | Голы Дюбвада-Олсена                      | Соревнование                             |
| 1                                        | 9 июня 1968                              | Польша                                   | 1:6                                      | —                                        | Товарищеский матч                        |
| 2                                        | 18 июля 1968                             | Исландия                                 | 4:0                                      | 1                                        | Товарищеский матч                        |
| 3                                        | 18 августа 1968                          | Финляндия                                | 4:1                                      | 1                                        | Чемпионат Северной Европы 1968—1971      |
| 4                                        | 15 сентября 1968                         | Швеция                                   | 1:1                                      | 1                                        | Чемпионат Северной Европы 1968—1971      |
| 5                                        | 9 октября 1968                           | Швеция                                   | 0:5                                      | —                                        | Чемпионат мира 1970 (отбор)              |
| 6                                        | 6 ноября 1968                            | Франция                                  | 1:0                                      | —                                        | Чемпионат мира 1970 (отбор)              |
| 7                                        | 8 мая 1969                               | Мексика                                  | 0:2                                      | —                                        | Товарищеский матч                        |
| 8                                        | 19 июня 1969                             | Швеция                                   | 2:5                                      | 2                                        | Чемпионат мира 1970 (отбор)              |
| 9                                        | 3 июля 1969                              | Бермуды                                  | 3:0                                      | 1                                        | Товарищеский матч                        |
| 10                                       | 21 июля 1969                             | Исландия                                 | 2:1                                      | —                                        | Товарищеский матч                        |
| 11                                       | 24 августа 1969                          | Финляндия                                | 2:2                                      | —                                        | Чемпионат Северной Европы 1968—1971      |
| 12                                       | 27 августа 1969                          | Польша                                   | 1:6                                      | —                                        | Товарищеский матч                        |
| 13                                       | 10 сентября 1969                         | Франция                                  | 1:3                                      | 1                                        | Чемпионат мира 1970 (отбор)              |
| 14                                       | 21 сентября 1969                         | Дания                                    | 2:0                                      | 1                                        | Чемпионат Северной Европы 1968—1971      |
| 15                                       | 11 ноября 1969                           | Мексика                                  | 0:4                                      | —                                        | Товарищеский матч                        |
| 16                                       | 13 ноября 1969                           | Гватемала                                | 3:1                                      | —                                        | Товарищеский матч                        |
| 17                                       | 13 мая 1970                              | Чехословакия                             | 0:2                                      | —                                        | Товарищеский матч                        |
| 18                                       | 13 сентября 1970                         | Швеция                                   | 2:4                                      | —                                        | Чемпионат Северной Европы 1968—1971      |
| 19                                       | 26 мая 1971                              | Исландия                                 | 3:1                                      | —                                        | Товарищеский матч                        |
| 20                                       | 22 июня 1971                             | ФРГ                                      | 1:7                                      | —                                        | Товарищеский матч                        |
| 21                                       | 21 июля 1971                             | Англия (люб.)                            | 2:1                                      | 1                                        | Товарищеский матч                        |
| 22                                       | 8 сентября 1971                          | Франция                                  | 1:3                                      | 1                                        | Чемпионат Европы 1972 (отбор)            |
| 23                                       | 26 сентября 1971                         | Дания                                    | 1:4                                      | —                                        | Чемпионат Северной Европы 1968—1971      |
| 24                                       | 23 февраля 1972                          | Израиль                                  | 1:2                                      | —                                        | Товарищеский матч                        |

Итого: 24 матча / 10 голов; 9 побед, 2 ничьи, 13 поражений.

## Награды
- Чемпионат Норвегии (2): 1964, 1968.
- Кубок Норвегии (2): 1967, 1968.